# Evangelos Delakas
Evangelos Ioannis "Vangelis" Delakas (em grego:  Ευάγγελος Ιωάννης Δελακάς; Atenas, 8 de fevereiro de 1985) é um jogador de polo aquático grego.

## Carreira
Delakas foi medalhista de bronze no Campeonato Mundial de Cazã, em 2015. Representou a Seleção Grega de Polo Aquático em duas edições de Jogos Olímpicos: 2012 e 2016.